# Гусовский, Николай
Никола́й Гусо́вский (лат. Nicolaus Hussovianus, бел. Мікола Гусоўскі, пол. Mikołaj Hussowczyk, Mikołaj z Hussowa; ок. 1470 — ок. 1533) — поэт-панегирист раннего Возрождения, писавший на латыни. Николай Гусовский жил и творил в Священной Римской империи, в землях Великого княжества Литовского и Королевства Польского. Посол в Риме при папском дворе Льва X.

## Биография
Дата рождения Николая Гусовского достоверно неизвестна, но предполагается, что он родился между 1470—1475 и 1485 годами. Условная дата 500-летия Гусовского отмечалась в 1980 году.
Польские исследователи полагают, что местом рождения Николая Гусовского является расположенная в 13 км от польского города Ланьцут деревня Гусов (пол. Husów, ныне Ланьцутский повят, Подкарпатское воеводство, Польша), это была немецкая колония, чьё название записывалось нем. Huschau, нем. Hussav, либо нем. Hussau, существование этой колонии известно по крайней мере с 1450 года; таким образом, уместно предполагать, что Николай Гусовский мог иметь немецкие корни.
Белорусские исследователи утверждают, что местом рождения Николая Гусовского является белорусская деревня Уса (или Усово, Гусов, Гусово), которая находилась в центральной Белоруссии. Похожие топонимы встречаются также в других регионах республики. Другая версия о родине Николая Гусовского от Жанны Некрашевич-Короткой заключается в том, что он мог родиться в пределах нынешней Гомельской области на реке Уза.
Происходил из семьи охотника.
Грамотой Гусовский овладел в кафедральной или церковно-приходской школе. Был католическим священником, сан принял около 1518 года. Некоторое время исполнял должность публичного нотариуса апостольской канцелярии Великого княжества Литовского. Позднее он стал придворным служащим епископа Плоцка Эразма Циолека, которого сопровождал в 1521 в его посольстве в Рим к папе римскому Льву Х. Гусовский стал свидетелем эпидемии чумы на Апеннинском полуострове. Под впечатлением этих трагических событий Гусовский создал стихотворную молитву «К святому Себастьяну». 1 декабря 1521 года скончался папа Лев X. После годичного пребывания в Риме и смерти епископа Циолека, ставшего жертвой эпидемии 9 сентября 1522 года, Гусовский снова вернулся в Польшу и поселился в Кракове.
Николай Радзивилл, виленский воевода, предполагал направить в подарок Льву X чучело зубра, в связи с этим Николай Гусовский должен был написать некое «приложение» к этому необычному подарку — поэму «Carmen de statura feritate ac venatione Bisontis» (Песня про облик, дикость зубра и охоту на него), которая ныне более известна как «Песня про зубра» написанная на Латинском языке. Поскольку Лев X преждевременно умер, подарок не был ему доставлен, хотя поэма все-таки была написана Николаем Гусовским, но уже в Кракове, и посвящена королеве Боне Сфорца, выделившей средства на печать этого произведения.
Дата смерти и место погребения Николая Гусовского неизвестны, но предполагается, что он скончался после 1533 года.

## Произведения
- поэма «Песня про зубра» 1523;
- стихотворение «Утешение» 1523;
- стихотворение-молитва «К святому Себастьяну» 1523;
- поэма «Новая и знаменитая победа над турками…» 1524;
- поэма «Жизнь и подвиги святого Гиацинта» 1525.

Поэма «Песня про зубра» переведена на многие языки. Существует три перевода «Песни про зубра» на белорусский язык, которые принадлежат Язепу Семежону (в 1973 году), Наталье Арсеньевой (в 1978—1982 годах) и Владимиру Шатону (в 1994 году). польский (Ян Каспрович в 1914 году), литовский, русский, болгарский и украинский языки.

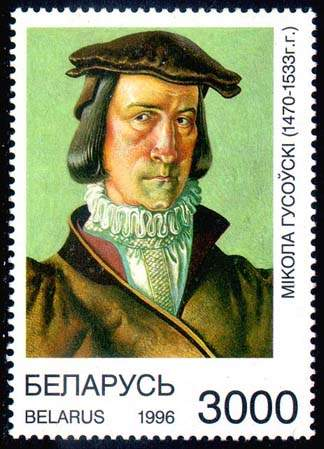
Почтовая марка Белоруссии, 1996 год

## Память
- В Минске во дворике БГУ установлен памятник Гусовскому.[3]
- В 1980 году ЮНЕСКО по поводу 500-летия поэта включила имя Николая Гусовского в календарь международных дат выдающихся деятелей мировой культуры.
- В 1996 году была выпущена почтовая марка Беларуси, посвященная Гусовскому.
- В 1980 году в Минске в честь Гусовского названы улица и переулок.